# Мозг армии (книга)
«Мозг армии» — военно-теоретический и военно-исторический трехтомник Бориса Шапошникова. Книга, изданная в 1927 году, была очень популярна среди высшего командного состава РККА. В своей книге Шапошников описывает на примере Первой Мировой Войны основные взгляды того времени на характер военных действий и их масштабы. На примере Первой Мировой Войны, в особенности Австро-Венгрии и деятельности начальника австрийского Генерального штаба Франца Конрада фон Хётцендорфа, но также и России и Франции, даёт представление о структуре Генерального штаба как органа верховного главнокомандования и о сущности его работы, о требованиях, предъявляемых современной войной к полководцу, к органам оперативного управления и их работникам. Также говорится о функциональной деятельности генерального штаба по подготовке экономики страны к войне.

## Содержание
Книга I
- Введение
- Глава первая. Австро-Венгрия в начале XX столетия
- Глава вторая. Австро-венгерские армия и флот в начале XX столетия
- Глава третья. Генеральный штаб Австро-венгерской армии
- Глава четвёртая. Начальник Генерального штаба Конрад
- Глава пятая. Тени прошлого
- Глава шестая. Думы о начальнике Генерального штаба
- Глава седьмая. Австро-венгерский Генеральный штаб в лицах
- Глава восьмая. Портретная галерея Генерального штаба
- Глава девятая. «От него все качества»
- Глава десятая. Конрад и внутренняя жизнь Австро-Венгрии
- Глава одиннадцатая. «Поиск» в историю
- Глава двенадцатая. Внутренняя политика и Генеральный штаб
- Глава тринадцатая. Конрад в вопросах вооружения и снабжения армии
- Глава четырнадцатая. Подготовка Австро-Венгрии к войне
- Глава пятнадцатая. Историческая справка
- Глава шестнадцатая. Экономика и война
- Послесловие
- Источники
- Примечания

Книга II
- Введение
- Глава первая. Конрад и Эренталь
- Глава вторая. Аннексия Боснии и Герцеговины
- Глава третья. Дипломатическая победа Эренталя
- Глава четвёртая. В поисках новых путей
- Глава пятая. Поражение Конрада
- Глава шестая. Конрад - армейский инспектор и Первая Балканская Война
- Глава седьмая. Конрад снова начальник Генерального Штаба
- Глава восьмая. Вторая Балканская Война
- Глава девятая. Итоги Балканских Войн
- Послесловие

Книга III
- Введение
- Глава первая. На пороге Мировой Войны
- Глава вторая. Сараевский выстрел и его последствия
- Глава третья. Война Австрии с Сербией и русская мобилизация
- Глава четвёртая. Европейская война
- Глава пятая. Отъезд главнокомандования на фронт
- Глава шестая. Внешняя политика и война
- Глава седьмая. План войны и внешняя политика
- Глава восьмая. Мобилизация - одиум войны
- Глава девятая. Глаза и уши Генерального Штаба
- Глава десятая. Борьба за власть
- Глава одиннадцатая. Коалиционная война
- Послесловие
- Источники